# Капо д'Орландо
Капо д'Орландо (итал. Capo d'Orlando) је насеље у Италији у округу Месина, региону Сицилија. 
Према процени из 2011. у насељу је живело 12038 становника. Насеље се налази на надморској висини од 23 м.

## Становништво
| 1936. | 1951. | 1961. | 1971. | 1981.  | 1991.  | 2001.  | 2011.  |
| ----- | ----- | ----- | ----- | ------ | ------ | ------ | ------ |
| 6.838 | 8.173 | 8.551 | 9.364 | 10.530 | 11.948 | 12.710 | 13.260 |